# Palazzo van Busleyden
Il Palazzo van Busleyden, in neerlandese Hof van Busleyden, è una residenza nobiliare della città fiamminga di Mechelen, in Belgio, esempio di architettura rinascimentale in questo paese.

## Storia e descrizione
Il palazzo era la residenza cittadina di Jeroen van Busleyden, un lussemburghese mecenate e umanista, e venne costruito agli inizi del XVI secolo. I lavori vennero affidati all'architetto cittadino Rombout II Keldermans, che li completò fra il 1503 e il 1507.
Busleyden era un membro del Grote Raad van Mechelen("Gran Consiglio di Mechelen"), l'autorità giuridica suprema di tutti i Paesi Bassi. Fu amico di Erasmo da Rotterdam e di Thomas More. Aveva studiato in Italia e al suo ritorno fondò il Collegium trilingue presso l'Università cattolica di Lovanio, in seguito a lui intitolato.
Oggi la sua residenza rinascimentale è sede di istituzioni: lo Stadsmuseum("Museo civico"), con collezioni preistoriche, archeologiche, di artigianato, di arti applicate e di folclore e il Beiaard-museum ("Museo del carillon") con la Beiaardschool ("Scuola di carillon").